# 吉住のアナタとコント
『吉住のアナタとコント』（よしずみのアナタとコント）は、日本テレビ系列で2021年12月9日に放送されたコント番組である。

## 概要
「女芸人No.1決定戦 THE W 2020」優勝の吉住による優勝記念の冠特番。吉住が今気になっている3人の"アナタ"と完全新作書き下ろしのオリジナルコントを作り、披露する。
番組終了後1週間、TVerで見逃し配信された。現在はHuluで見逃し配信されている。
番組収録後、吉住は「いつもひとりでコントをやっている私ですが、今回はなんと、豪華ゲストを3名お迎えして、私のやりたいコントにお付き合いいただきました。どの方も素晴らしく、そして器のでかさにたくさん救われました。1人でやるコントも好きですが、誰かと掛け合いながらやるコントもまた堪らなく興奮しました。ぜひご覧ください。」とコメントしている。
また、番組終盤には「THE W」初となるライブイベント「ファイナリストと歴代女王が大集合! THE W 2021 アフターパーティー」（2021年12月26日開催・有楽町よみうりホール）の告知を吉住自ら行った。

## 出演者
- 吉住
- 村山輝星 - 1人目の"アナタ"。「子役」をテーマにしたコントでコラボ。
- タイガー尾藤 - 2人目の"アナタ"。「実演販売士」をテーマにしたコントでコラボ。
- じろう（シソンヌ） - 3人目の"アナタ"であり、吉住が尊敬し、憧れるコント師。「失恋」をテーマにしたコントでコラボ。

## スタッフ
- 演出：井上将司
- ナレーター：森富美（日本テレビアナウンサー）

- 構成：飯塚大悟、安部裕之/オークラ

- チーフディレクター：今村光宏
- プロデューサー：久道恵、三浦佳憲、伊藤真和
- 統轄プロデューサー：宮本誠臣

- チーフプロデューサー：原司
- 制作協力：ZION

- 制作著作：日本テレビ